# Pfarrkirche Wolfsbach

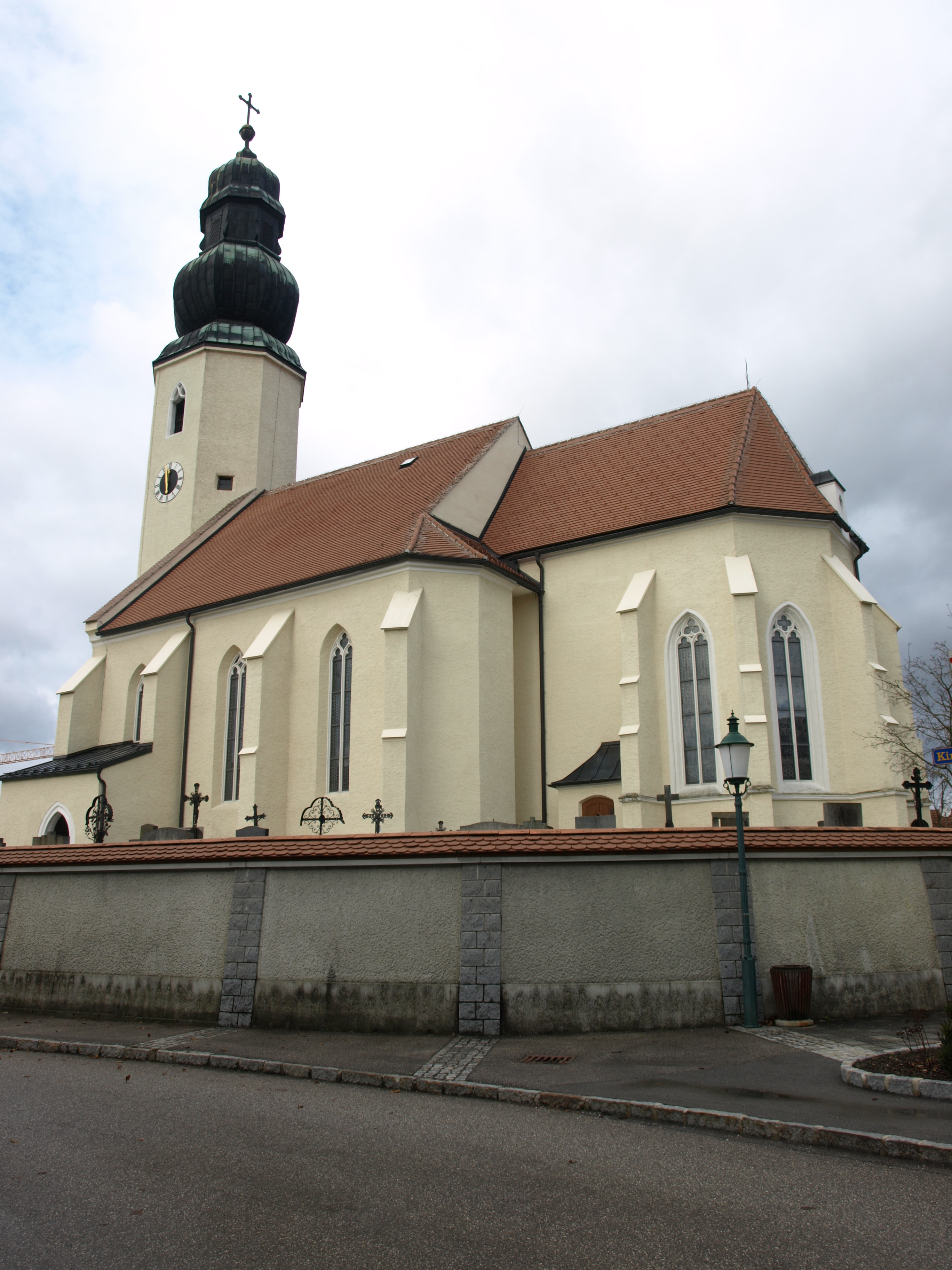
Pfarrkirche mit hoher Friedhofsummauerung (2011)

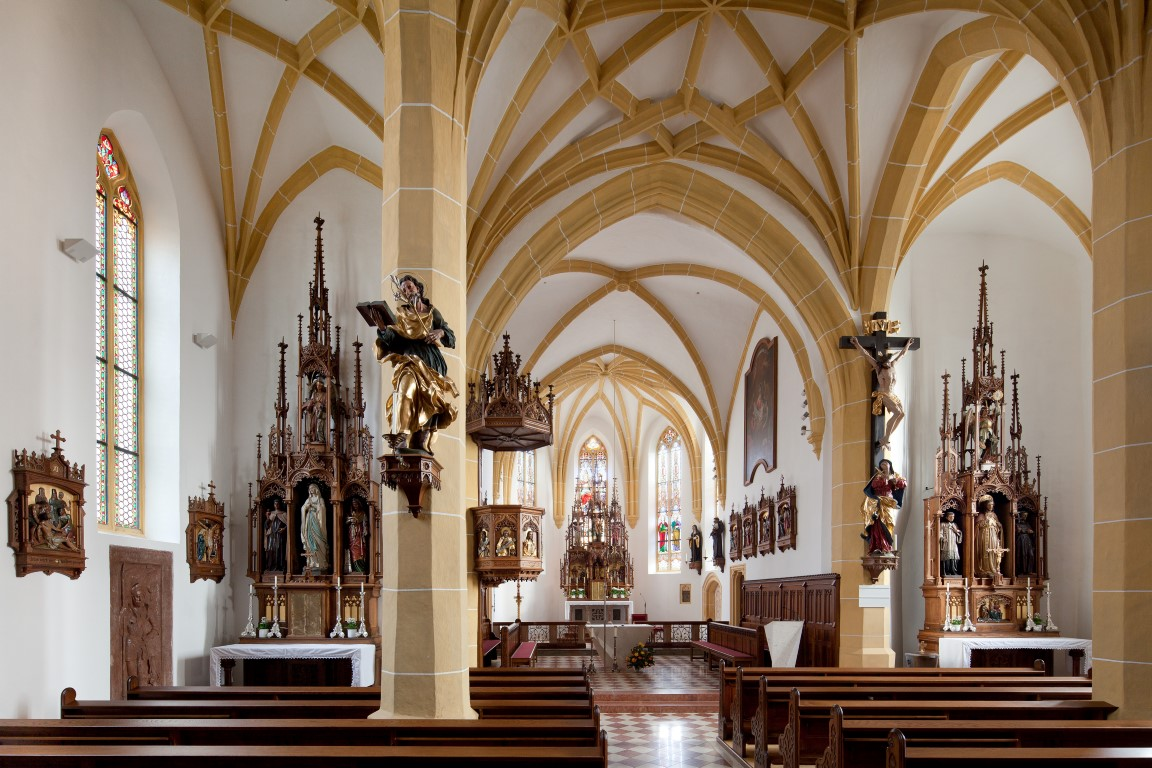
Das 2011 renovierte Kircheninnere Richtung Osten

Die Pfarrkirche hl. Veit ist eine römisch-katholische Kirche in der Marktgemeinde Wolfsbach im Bezirk Amstetten in Niederösterreich.

## Geschichte
Eine turmlose karolingische Saalkirche, vermutlich des 9. Jahrhunderts, konnte bei den archäologischen Untersuchungen 2011 nachgewiesen werden. Der Seelsorgesprengel Wolfsbach wird schon 823 gemeinsam mit jenem von Aschbach urkundlich genannt. Beide sind also von Anfang an gleichwertige Urpfarren. 1109 wurde auf Wolfsbacher Pfarrgebiet ein Chorherrenstift, 1112 das Benediktinerstift Seitenstetten gegründet, dem Bischof Reginbert von Passau 1142 die Pfarre Wolfsbach übergab. Im 15. Jahrhundert wurde der wuchtige Westturm errichtet, 1456 der heutige Altarraum geweiht. 1486 war ein Brand der Kirche, vermutlich im Zuge des Krieges von Matthias Corvinus. Um 1500 schließlich baute man das Kirchenschiff zur spätgotischen Halle aus. 1517 erreichte das Stift Seitenstetten die Inkorporation der Pfarre.
Baulich wurde die Kirche im 18. Jahrhundert barockisiert und von 1908 bis 1909 mit Matthäus Schlager regotisiert. 2011 erfolgte die letzte Restaurierung des Kircheninneren, die letzte Außenrestaurierung war 2003.

## Architektur
Die Kirche steht von einem Friedhof umgeben leicht erhöht in der Ortsmitte von Wolfsbach. Die spätgotische Hallenkirche mit einem vorgestellten Westturm und einem eingezogen polygonalen Chor hat teils spätere Anbauten. Die Fassade ist einheitlich verputzt und zeigt zweibahnige neugotische Maßwerkfenster zwischen abgetreppten Strebepfeilern mit erneuerten Deckplatten. Das Langhaus unter einem Satteldach hat beiderseits Anbauten und im Süden eine an den Strebepfeilern vorgezogene kreuzgratgewölbte Eingangsvorhalle unter einem Pultdach mit einer spätgotischen profilierten Spitzbogenöffnung.
Im Inneren der Vorhalle ist ein schlichtes Portal zur Empore aus der Bauzeit 1908/1909 und ein dreifach verstäbtes Schulterportal mit einem reichen neugotischen Türblatt als Haupteingang zum Langhaus unter der Empore.
Im Norden des Langhauses befindet sich ein schlichter Anbau aus der Bauzeit 1908/1909 mit einem Steingewändeportal. Das südliche Seitenschiff hat einen spätgotischen fensterlosen Dreiseitschluss.
Am nördlichen Seitenschiff nach Osten steht der zweigeschoßige Sakristeianbau aus der Bauzeit 1908/1909 mit Spitzbogenfenstern mit schmiedeeisernen Maßwerkgittern. Weiters gibt es im Norden und Süden kleine stichbogig geöffnete Portalvorbauten aus der Bauzeit 1908/1909. Im Langhauswinkel steht ein neugotisches polygonales Treppentürmchen. Der spätgotische Chor mit Fünfachtelschluss unter einem steilen Dach hat im Osten eine gemauerte Gaupe von 1833 und am Polygon ein umlaufendes Sohlbankgesims.
Der unten quadratisch und oben oktogonal gestaltete spätgotische Turm ist nach Westen geschlossen und hat sonst unregelmäßig angeordnete Spitzbogenfenster und Nasenluken mit Steckgittern. Über der Turmuhr sind Schallfenster mit Maßwerk angebracht. Der Turm schließt mit einem gedrungenen nachbarocken Helm mit einer Haubenlaterne über der Zwiebelhaube von 1833.
Das Kircheninnere weist reiche Netzrippengewölbe sowie neu aufgedeckte Sitz- und Reliquiennischen der Spätgotik auf. Der Marmorgrabstein des Ritters Wolfgang von Meilersdorf erinnert an einen großen Förderer des spätgotischen Kirchenausbaues. Aus der Barockzeit sind schöne Statuen und das Orgelgehäuse erhalten, die restliche Einrichtung (Fenster, Türen, Altäre, Kanzel, Kreuzweg, Speisgitter, Kirchenstühle, Ewiglichtampel) wurde 1908/09 erneuert und stellt ein schönes Ensemble der Neugotik dar.
2011 wurde das Kircheninnere gründlich renoviert und der Altarraum liturgisch neu geordnet. Volksaltar und Ambo aus weißem albanischen Marmor von Josef Colz greifen in ihrer Form die spätgotischen Gewölbesegel des Kirchenraumes und das „V“ als Anfangsbuchstaben des Kirchenpatrons Vitus auf.